# IBM 5150

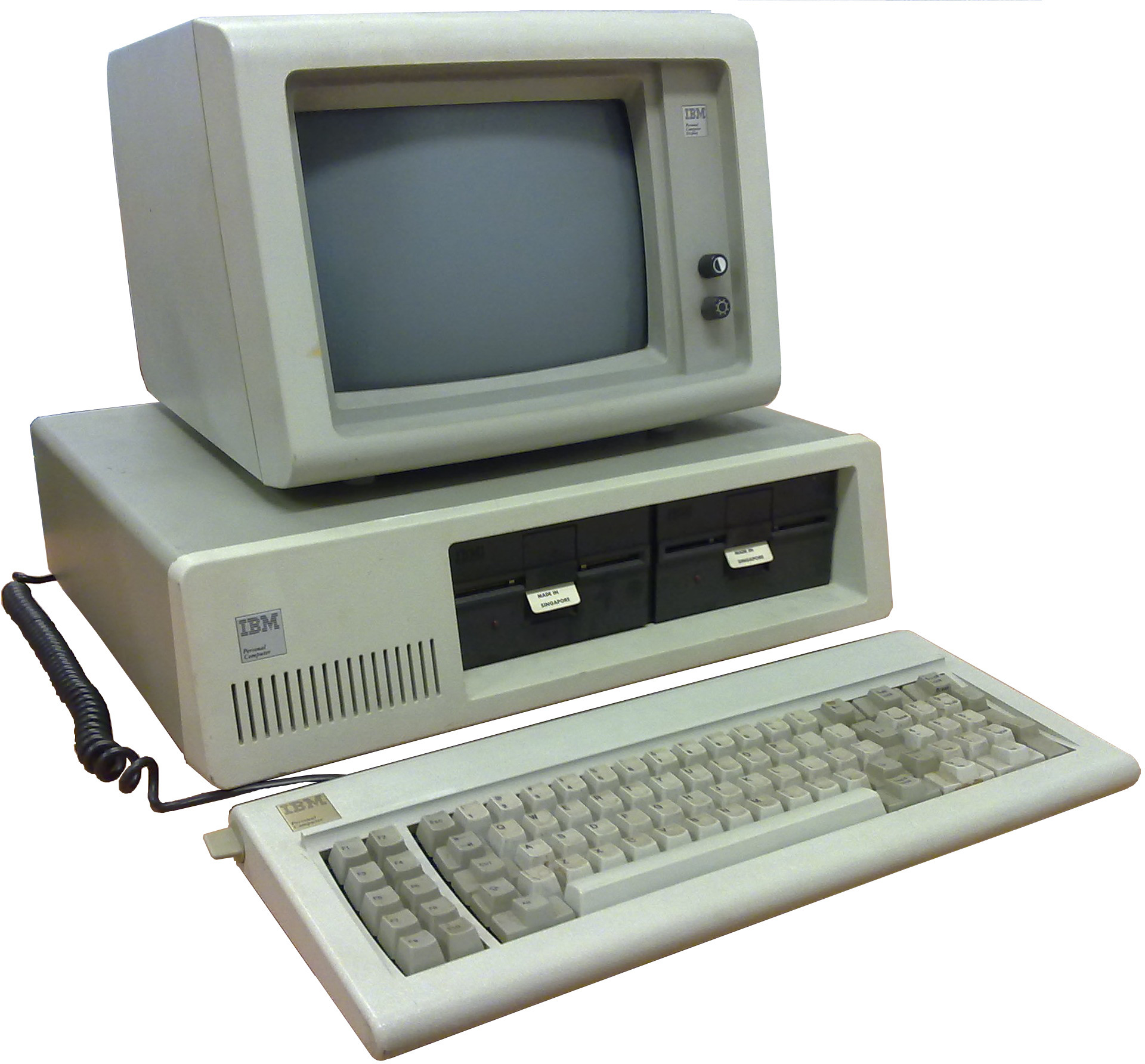
IBM 5150

IBM 5150 – protoplasta platformy komputerów osobistych, znanych jako IBM PC.
Wprowadzony na rynek 12 sierpnia 1981 roku. Pierwszy komputer osobisty zdolny generować dźwięk (jednokanałowo, generując programowo falę prostokątną), za pomocą PC Speakera.

## Konfiguracja
- procesor Intel 8088 (4.77 MHz)
- 64 kB pamięci ROM
- od 16 kB do 64 kB RAM na płycie głównej + do 640 kB łącznie na kartach rozszerzeń.
- brak dysku twardego (taśmy na kasetach, późniejsze modele – dyskietki 360 kB)
- karta CGA (kolor) lub MDA (monochromatyczna)

Jego następcą był wprowadzony w marcu 1983 roku model IBM PC/XT model 5160, znany jako IBM XT.